# Башня Зенона
Башня Зенона — крепостная башня древнего города Херсонес Таврический, построенная во II веке до н. э. древними греками в войне со скифами. Восстановлена в V веке н. э. византийским императором Флавием Зеноном, в честь которого и получила своё название.
Одно из наиболее сохранившихся оборонных сооружений города, место многочисленных археологических находок, что делает её ценным историческим источником и выдающимся архитектурно-историческим памятником. Исследование башни позволило собрать коллекцию произведений скульптуры, живописи и декоративно-прикладного искусства.

## Расположение

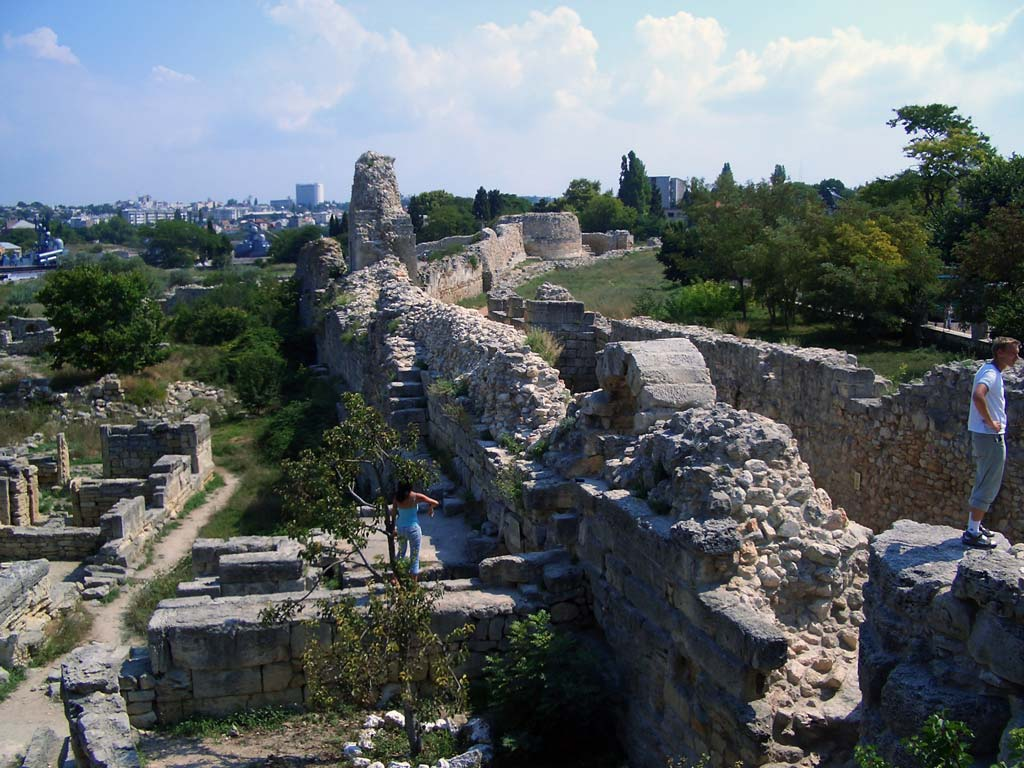
Крепостная стена. Вид со стороны главных городских ворот. На дальнем плане видна башня Зенона

Расположена к западу от Карантинной бухты, недалеко от берега, на углу между куртинами 19 и 20 у восточного участка крепостных стен. Географические координаты: 44° 36' 32" северной широты, 33° 29' 42" восточной долготы.
Перед башней находится протейхизма — передовая оборонительная стена. Между протейхизмой и башней свободное пространство — перибол. Почти под прямым углом от башни отходят клавикулы — вспомогательные оборонительные стены, одна из них полуразрушенная и направлена в сторону Карантинной бухты, а вторая стена идёт в сторону городских ворот.
С верхней площадки башни Зенона видна широкая панорама цитадели, Портового района и Карантинной бухты.

## Оборонное значение
Башня Зенона прикрывала подход к Херсонесу Таврическому с южной напольной стороны и имела важное значение в системе обороны. Это была самая мощная башня на юго-восточном фланге обороны. Из-за своего положения башне Зенона неоднократно приходилось принимать на себя удар неприятеля без поддержки соседних групп защитников города и находиться под перекрестным огнём.
Высота башни составляет 9 метров, её диаметр более 23 метров. Внутри башни находились помещение для караула, который охранял внешние ворота города и калитка в перибол. Калитка была сделана в башне для того, чтобы защитники города могли возвращаться в город после диверсионных вылазок во время осады города войсками противника. Защитники выходили через другие ворота, а возвращались через вход в башне Зенона. Это было устроено с расчётом, чтобы воины, передвигаясь по периболу, находились левым боком к неприятелю, так как левый бок был прикрыт щитом. После входа в башню со стороны перибола находится цитадель — замкнутое пространство.
Расположение башни отличается от канона — она расположена не справа от главных ворот, а слева. Это связано с тем, что добраться к главным воротам можно было через ворота в протейхизме и далее по длинному периболу, находясь правым незащищённым боком под огнём с башни и примыкающих к ней куртин. Таким образом, чтобы пройти к основным городским воротам, противник должен был оказаться спиной к башне Зенона.

## Название
Название башни условное и дано ей в честь византийского императора Зенона Исаврийца, выделившего деньги на ремонт башни, по надписи, найденной на плите из белого мрамора, вмурованной в основание башни:

Самодержец кесарь Зенон, благочестивый, победитель, трофееносный, величайший, присночтимый. Их благочестие, возревновав как во всех городах, так и в этом его городе, даровало выдачу денег, именно собираемые из мытницы здешнего викарата преданных баллистариев. На эти (суммы) возобновляя стены во спасение этого самого города и благоденствуя, поставили мы эту надпись в вечное воспоминание их царствования. Возобновлена же башня эта трудом светлейшего комита Диогена, лета 512, индикта 11-го.
— Надпись в честь императора Зенона (488 г. н.э.), перевод с древнегреческого В. В. Латышева
Надпись с этой плиты была впервые обнародована академиком Петером Симоном Палласом в 1801 году, в его описании путешествия 1794 года по Крыму, вместе с описанием других памятников. Паллас ознакомился с плитой у Карла Ивановича Габлица, у которого она хранилась в то время. Такая же надпись была опубликована и французским дипломатом Кузинери, который по его словам нашел её в подвале мечети Салоник не позднее 1793 года и снял копию. Исследователь Крыма Александр Львович Бертье-Делагард изучил сообщения Палласа и Кузинери и в своей работе «Надпись времени Императора Зенона, в связи с отрывками из истории Херсонеса», посвящённой этой плите разобрал версии происхождения надписи.
По одной версии, плиту в Крым из Салоник могли привезти греки, переселявшиеся в Таврическую губернию из-за преследования турками, однако Бертье-Делагард отвергает эту версию как маловероятную из-за того, что плита весит 300 килограммов и перевозить такую тяжесть не имеющую большой ценности не имеет смысла, также греки-христиане не имеют доступ в мечеть. По другой версии, плиту могли привезти в Севастополь русские военные моряки, интересовавшиеся античной историей, но для этого им нужно было тайно похитить камень большой массы из мечети и сохранить в тайне доставку от других моряков, кроме того русские суда в это время не заходили в Салоники.
Отклонив версии доставки плиты из Турции в Крым, Бертье-Делагард предположил, что Габлиц или Кузинери могли заблуждаться и аргументировал подлинность плиты тем, что Габлиц — известный учёный, которому нет нужды фальсифицировать место находки, к тому же он нигде не использовал эту надпись в своих научных работах. С другой стороны, Кузинери надпись на плите приводил в доказательство своих рассуждений, которые Бертье-Делагард назвал беспочвенными фантазиями. Кроме того, в указанной мечети нет подвалов и других подземных помещений.
Виталий Николаевич Даниленко и Раиса Никитична Токарева в своей книге «Башня Зенона» предполагают, что Кузинери мог ошибаться из-за того, что писал о надписи в возрасте восьмидесяти лет на основании записей, которые сделал около сорока лет до этого, или его могла подвести память и он переписанную из чужой публикации запись мог принять за свою.
До появления работы Бертье-Делагарда научное сообщество не связывало надпись на плите с Херсонесом и изменило своё отношение только после публикации этой работы. Каменный блок с надписью в настоящее время хранится в музее.
Есть предположение, что в Средние века башня носила имя Сиагр, что в переводе с греческого языка означает «охотник на кабанов».

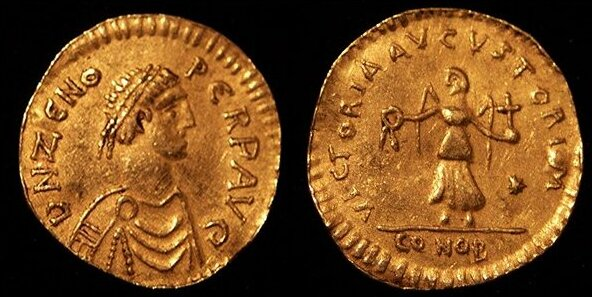
Монета императора Зенона, после 476 года.
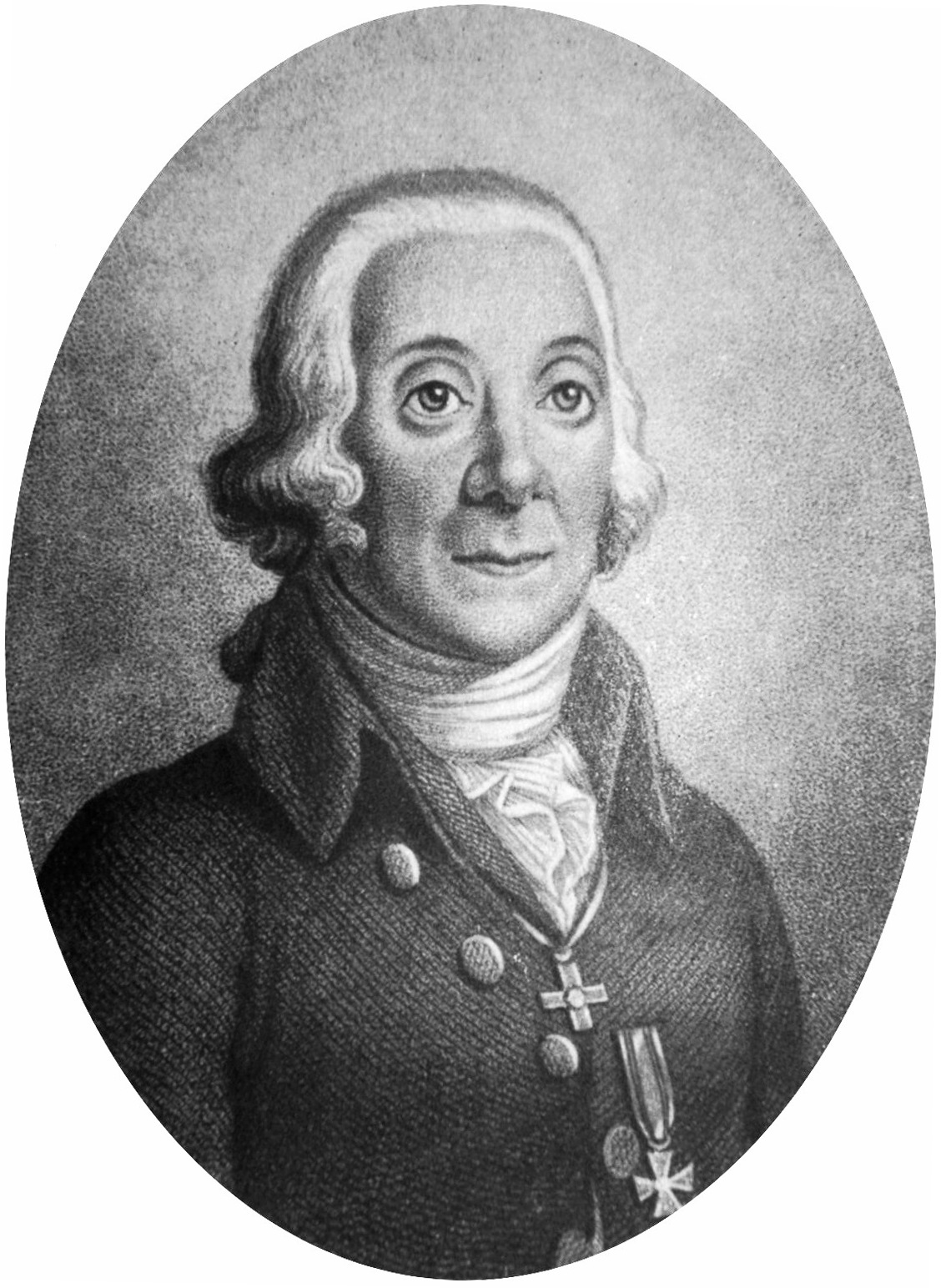
Петер Симон Паллас, опубликовавший впервые текст с таблички из основания башни
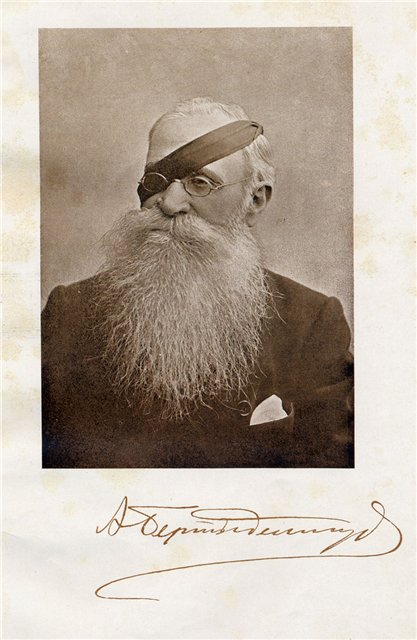
Александр Львович Бертье-Делагард, благодаря которому закрепилось название башни

## История строительства и конструкция
Башня построена из больших плит местного известняка, которые хорошо отёсаны, тщательно пригнаны друг к другу и уложены по системе «кордон на ребро, плита на образок» — ряды плит, установленные на ребро, чередуются с рядами плит, уложенными плашмя. Также чередуются наружная сторона камней, она то узкая (тычок), то широкая (ложок). Каменоломни для добычи известняка находились неподалёку, окончательная подгонка плит производилась уже у самой башни, о чём свидетельствуют найденные во время археологических раскопок отёсы и куски щебня. Камни уложены насухо, без скрепляющего раствора, стены держались за счёт собственного веса, для чего подгонка плит друг к другу была очень точной за счёт пропиловки швов после установки плит в кладку.
Башня оказалась ключевым участком обороны, поэтому за время своего существования неоднократно укреплялась жителями города и состоит из нескольких колец кладки. Древнейшая часть башни была построена вместе с новой оборонительной стеной во второй половине II века до н. э. в период войн Херсонеса Таврического со скифами и имеет диаметр 8 метров 95 сантиметров, а высоту менее 7 метров. Для её строительства из-за недостатка строительных материалов были использованы надгробные памятники с некрополя Херсонеса Таврического. На части надгробных памятников сохранились полихромные росписи (энкаустика) IV—III веков до н. э.. Среди этих росписей наиболее известен «портрет юноши», который в настоящее время хранится в античной экспозиции музея. Стену башни сделали монолитной и забутованной камнем. На верхней части башни соорудили парапет за которым укрывались лучники, остальная часть башни не использовалась воинами-защитниками.
Для того, чтобы башня была круглой по всей высоте строители применяли следующий приём: в центре был создан подсобный столб от которого измерялся радиус. В основании подсобного столба устанавливался массивный блок, на котором крепился стержень с бечёвкой равной радиусу башни. После создания ряда кладки на блок основания устанавливался следующий, а свободное пространство заполнялось глиной и необработанными бутовыми камнями.
Приблизительно через 100—150 лет после постройки башня была усилена дополнительным кольцом кладки, для которого были использованы крупные каменные блоки. Укрепление башни понадобилось из-за того, что она к тому времени была сильно повреждена и была недостаточно массивной для обороны порта, расположенного около башни и римского гарнизона, расположенного в это время в Херсонесе. После облицовки диаметр башни увеличился до одиннадцати с половиной метров.

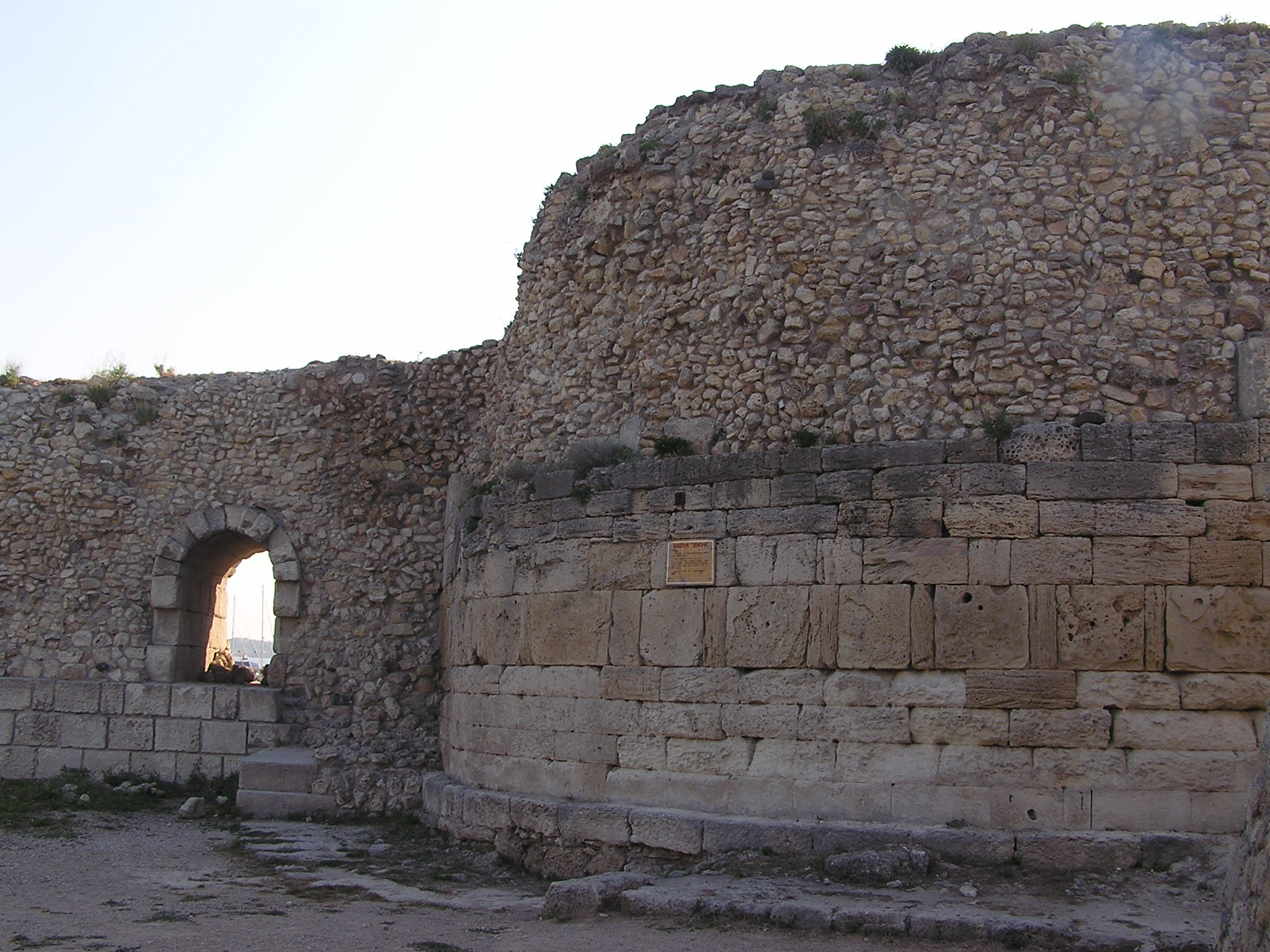
Башня Зенона. Вид снаружи крепости. Видны нижние ряды кладки третьего строительного периода, сложенные из массивных камней

В 488 году были выделены средства на переделку, что нашло отражение в надписи из-за которой башня получила своё имя и башня была снова укреплена. Было добавлено ещё одно кольцо укрепления. До наших дней от этого кольца в периболе у 19-й куртины сохранились нижние ряды облицовки. Усиление башни было связано с распадом Римской империи и усовершенствованием стенобитных машин и другой техники для осады крепостей. После возведения дополнительного панциря, диаметр башни увеличился до 15,8 метров. Нижнюю противотаранную часть сделали монолитной, а на высоте четырёх метров внутри второго оборонного кольца было создано помещение, для чего на этой высоте полностью разобрали первое оборонное кольцо и часть ядра. Это помещение служило складом оружия и боеприпасов или укрытием защитников. Вскоре, но не ранее VI века, второе оборонительное кольцо частично было переложено заново, что могло быть связано с тем, что во время возведения оно могло быть сложено в спешке или разрушилось из-за боевых повреждений или ветхости.
В VIII—IX веках башня была достроена вновь на средства, которые выделило правительство Византии, под чьей властью находился в это время Херсонес. Укрепление связано с участившимися военными походами русских дружин и хазар на Византию, в том числе на её владения в Крыму. В ходе работ по усилению башни её диаметр увеличили до двадцати трёх метров ещё одним кольцом кладки. Также создали помещение для стражи. По перекидному мостику из помещения для стражи можно было перебраться на площадку, расположенную над входными воротами в перибол. После достройки башни она стала самым крупным оборонительным сооружением в Северном Причерноморье. Больше башня не достраивалась из-за упадка города.

## Археологические исследования
Первые археологические исследования башни проводил в 1898 году Карл Казимирович Косцюшко-Валюжинич. Им были заложены раскопы у башни, а также частично вскрыта её внутренняя часть. В 1910—1911 годах Р. Х. Лепер продолжил исследования башни. Он обнаружил в 1910 году четыре надгробные стелы и несколько архитектурных деталей с полихромной росписью.
В 1960 году под руководством С. Ф. Стржелецкого вновь проводились исследования башни, в ходе которых были проведены раскопки самой древней центральной части. Были обнаружены многочисленные надгробные памятники и архитектурные детали, из которых сложено ядро башни. Надгробные стелы датируются IV—III веком до н. э. и принадлежат старой части некрополя. До их находки было известно сравнительно мало Херсонесских надгробий эллинистического периода и находка позволила лучше их изучить.
Всего в башне было найдено около четырёхсот фрагментов надгробных памятников и архитектурных деталей, что позволило сопоставляя отдельные стелы и фрагменты воссоздать форму, размеры и раскраску памятников.

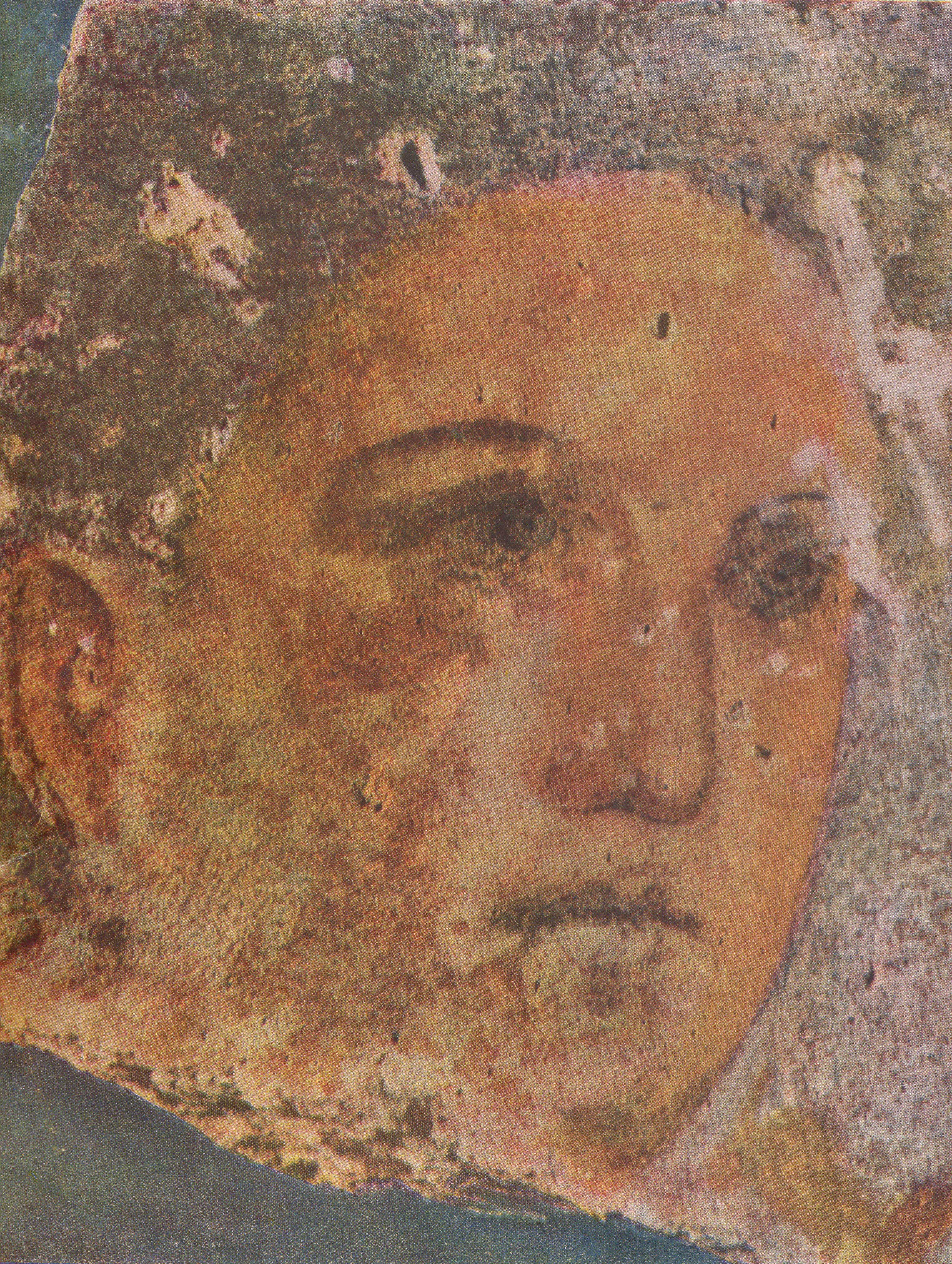
Портрет юноши IV века до н. э., выполненный в технике энкаустики и обнаруженный в башне Зенона
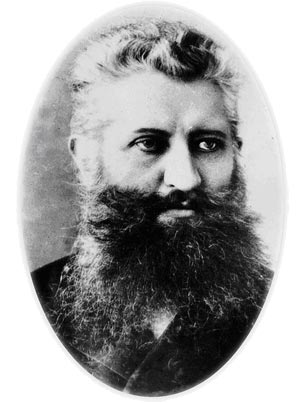
Первый исследователь башни Зенона Карл Казимирович Косцюшко-Валюжинич

Стелы, найденные в башне, представляют собой вытянутые каменные плиты со стройными, лёгкими пропорциями, которые немного сужаются кверху. Ширина плиты в 4-4,5 раза меньше высоты. Передняя и боковые грани обработаны гладко, в отличие от задней грани с грубой обработкой. Сверху стелы расположено архитектурное украшение в виде акротерия тонкой работы или карниза, а на лицевой и, иногда, боковых гранях выполнены розетки, а также изображения предметов, по которым можно узнать сведения о погребённом: возраст, пол, положение в обществе, профессию.

## В культуре
Михаил Коршунов написал проникновенный рассказ о послевоенном севастопольском детстве «Башня Зенона» (1961). Название башни использует международный фестиваль военно-исторических клубов «Башня Зенона», в рамках которого производится реконструкция быта и военных событий Западной Европы и Руси XIII—XV веков.